# Ulrich Joost
Ulrich Joost (geboren 12. September 1951 in Duderstadt) ist ein deutscher Germanist. Hervorgetreten ist er insbesondere als Herausgeber des Briefwerks von Georg Christoph Lichtenberg und durch Veröffentlichungen zu Lichtenbergs umfangreichen privaten Notizbüchern, den Sudelbüchern.

## Leben
Joost studierte in Göttingen Germanistik und Geschichte und legte 1975 das Staatsexamen ab. Nach einer Buchbinderlehre mit Gesellenprüfung (1976) war er wissenschaftlicher Mitarbeiter der Akademie der Wissenschaften zu Göttingen (1977–1988) und der Technischen Hochschule Darmstadt. Mit der Dissertation Lichtenberg – der Briefschreiber wurde er 1988 bei Albrecht Schöne promoviert. Die Habilitationsschrift von 1996 lautete „Als müßte ich es mir übersetzen“ – Editionskritische Untersuchungen zur deutschen Zweischriftigkeit. Seit 2002 ist er apl. Professor für Neuere Deutsche Literaturgeschichte und allgemeine Literaturwissenschaft an der Technischen Universität Darmstadt. Er ist Mitglied der Hessischen Historischen Kommission Darmstadt und Korrespondierendes Mitglied der Akademie der Wissenschaften zu Göttingen.
Joost ist in Nachfolge von Wolfgang Promies Herausgeber des Lichtenberg-Jahrbuchs der Lichtenberg-Gesellschaft.

## Veröffentlichungen
- Lichtenberg: Briefwechsel (Hrsg.). 5 Bände, Verlag C. H. Beck, München 1983–2004, ISBN 978-3-406-53155-2.
  - Briefwechsel: Bände 1–4 (Hrsg. mit Albrecht Schöne), München 1983–1992.
  - Register: Bände 5/1 und 5/2 (Hrsg., Mitwirkung Hans-Joachim Heerde), München 2004.
- Der Briefwechsel zwischen Johann Christian Dieterich und Ludwig Christian Lichtenberg (Hrsg.). Vandenhoeck & Ruprecht, Göttingen 1984, ISBN 978-3-525-82429-0 (= Abhandlungen der Akademie der Wissenschaften zu Göttingen. Philologisch-historische Klasse, Folge 3, Nr. 146).
- „Mein scharmantes Geldmännchen“. Gottfried August Bürgers Briefwechsel mit seinem Verleger Dieterich (Hrsg.). Wallstein Verlag, Göttingen 1988, ISBN 978-3-89244-002-4.
- Lichtenbergs Bücherwelt. Ein Bücherfreund und Benutzer der Göttinger Bibliothek. Katalog der Ausstellung im Foyer der Niedersächsischen Staats- und Universitätsbibliothek (bearb., mit Wiard Hinrichs). Wallstein Verlag, Göttingen 1989, ISBN 978-3-89244-012-3 (= Lichtenberg-Studien, Band 3).
- Es sind das freylich Schattenspiele. Eine Lichtenberg-Topographie in Bildern (Bearb., mit Horst Gravenkamp). Wallstein Verlag, Göttingen 1990, ISBN 978-3-89244-014-7 (= Lichtenberg-Studien, Band 6).
- Lichtenbergs äußere Erscheinung. Eine kritische Ikonographie (mit Bernd Achenbach). Wallstein Verlag, Göttingen 1991, ISBN 978-3-89244-009-3 (= Lichtenberg-Studien, Band 1).
- Georg Christoph Lichtenberg. 1742–1799. Wagnis der Aufklärung. Ausstellungskatalog (Konzeption). Carl Hanser Verlag, München, Wien 1992, ISBN 978-3-446-17040-7.
- Georg Christoph Lichtenberg: Noctes. Ein Notizbuch. Faksimile mit einem Nachwort und Erläuterungen (Hrsg.). Wallstein Verlag, Göttingen 1992, ISBN 978-3-89244-054-3.
- Lichtenberg – der Briefschreiber. Wallstein Verlag, Göttingen 1993, ISBN 978-3-89244-011-6 (= Lichtenberg-Studien, Band 5; Dissertation Universität Göttingen 1988).
- Georg Christoph Lichtenberg: „Avertissement“ gegen Jacob Philadelphia 1777. Einführung und Anmerkungen (Hrsg.). Darmstadt 2004 (= Jahresgabe der Lichtenberg-Gesellschaft; nicht im Handel erhältlich).
- Georg Christoph Lichtenberg: Aphorismen und andere Sudeleien (Hrsg.). Reclam-Verlag, Stuttgart 2010, ISBN 978-3-15-020213-5.
- Gottfried August Bürger: Briefwechsel. Band I: 1760-1776 (hrsg. von Ulrich Joost und Udo Wargenau, in Verbindung mit Bernd Achenbach, Joachim Ehrhardt, Hans-Joachim Heerde, William A. Little, Helmut Scherer, Manfred von Stosch und Heinrich Tutje (†)). Wallstein-Verlag, Göttingen 2015, ISBN 978-3-8353-1221-0.
- Gottfried August Bürger: Briefwechsel. Band II: 1777-1779 (hrsg. von Ulrich Joost und Udo Wargenau, in Verbindung mit Bernd Achenbach, Nathalie Brandenburger, Nadine Dietz, Joachim Ehrhardt, Hans-Joachim Heerde, William A. Little, Alina Lutz, Burkhard Moenninghoff, Helmut Scherer, Lisa Schwerber, Manfred von Stosch und Heinrich Tutje (†) und Sina Volk). Wallstein-Verlag, Göttingen 2017, ISBN 978-3-8353-1784-0.